# Estadio Nacional (Lima)
Das Estadio Nacional (voller Name: Estadio Nacional del Perú, auch Estadio José Díaz) ist ein Fußballstadion mit Leichtathletikanlage in der peruanischen Hauptstadt Lima. Das Nationalstadion bietet auf seinen Rängen 43.086 Plätze. Es ist die Heimspielstätte des Fußballclubs Club Deportivo USMP sowie der peruanischen Fußballnationalmannschaft.

## Geschichte
Bevor das Estadio Nacional erbaut wurde, war das Estadio Guadalupe in Lima die Heimstätte der peruanischen Fußballnationalmannschaft. Das Estadio Guadalupe wurde im Jahre 1897 erbaut. In dem Stadion fanden 40.000 Zuschauer Platz. Während der Zeit seines Bestehens beherbergte das Estadio Guadalupe zahlreiche Wettkämpfe, wie die Campeonato Sudamericanos 1927, 1935 und 1939. 1951 beschloss der Präsident von Peru, Manuel A. Odría, dass das Estadio Guadalupe durch ein neues, moderneres Stadion ersetzt werden solle. Im gleichen Jahr begann man mit dem Bau eines neuen Nationalstadions für Peru. Die Baumaßnahmen wurden ein Jahr später abgeschlossen, sodass das neue Stadion, dem man den Namen Estadio Nacional gab, am 27. Oktober 1952 eingeweiht werden konnte. Damals betrug die Kapazität des Stadions noch 48.000 Zuschauer.
1964 ereignete sich im Stadion die bis heute verheerendste Tragödie der Fußballgeschichte. Bei einem Länderspiel zwischen Peru und Argentinien wurden knapp 350 der 48.000 Zuschauer getötet, als eine Massenpanik ausbrach. Als Folge dieser Ereignisse wurde die Kapazität des Stadions auf 42.000 Plätze herabgesetzt sowie die Sicherheit erhöht. 
Das Estadio Nacional war bereits oftmals der Austragungsort für internationale Wettkämpfe. Die Campeonato Sudamericano 1953 fand in Peru statt und das Estadio Nacional war auch einer der Austragungsorte der Südamerikameisterschaft. Unter anderem das Endspiel, in dem sich Paraguay seinen ersten Titel in der Copa América holte, fand hier statt. Vier Jahre später war das Estadio Nacional erneut Spielort der Copa América, wobei dieses Mal alle Spiele im Nationalstadion Perus stattfanden. Bei dieser Campeonato Sudamericano gewann Argentinien seinen elften kontinentalen Titel. Noch eine weitere Copa América fand in diesem Stadion statt, nämlich das Turnier 2004, als Brasilien seinen siebten Titel bei der Copa América gewann. Bei diesem Turnier fanden sieben Spiele im Nationalstadion statt, darunter das Endspiel zwischen Argentinien und Brasilien. 
Das Stadion wird von der peruanischen Fußballnationalmannschaft als Heimspielstätte genutzt, sodass diese fast alle ihrer Begegnungen hier austrägt. Peru konnte sich bis heute fünfmal für eine Fußball-Weltmeisterschaft (1930, 1970, 1978, 1982, 2018) qualifizieren, wobei das beste Ergebnis das Viertelfinale in Mexiko 1970 war. Die Copa América konnte Peru bisher zwei Mal gewinnen. Auf Vereinsebene wird das Estadio Nacional vom Club Deportivo USMP genutzt. Der 2004 gegründete Verein wurde bisher dreimal peruanischer Meister. Vor der Gründung von Club Deportivo Universidad San Martín de Porres wurde das Estadio Nacional nur für Länderspiele genutzt.
Lima bewarb sich für die Panamerikanischen Spiele 2015. Dafür wurde das Nationalstadion ab 2009 umfangreich renoviert. Das Stadion erhielt u. a. eine neue Fassade und auf dem Tribünenrand wurde ein dreistöckiger Ring mit Logen aufgesetzt. Des Weiteren wurde die Leichtathletikanlage erneuert und die Ränge komplett überdacht. Am 24. Juli 2011 wurde das Estadio Nacional in Anwesenheit von Staatspräsident Alan García mit einem U-20-Länderspiel zwischen Peru und Spanien (0:0) wiedereröffnet. Die Spiele 2015 wurden aber an das kanadische Toronto vergeben. Vier Jahre später war die peruanische Hauptstadt mit dem Nationalstadion Austragungsort der Panamerikanischen Spiele 2019. Das Estadio Nacional wurde als eines von fünf Stadien für die U-17-Fußball-Weltmeisterschaft 2023 ausgewählt. 2005 war das Stadion schon einmal Spielort einer U-17-Fußball-Weltmeisterschaft.

## Galerie

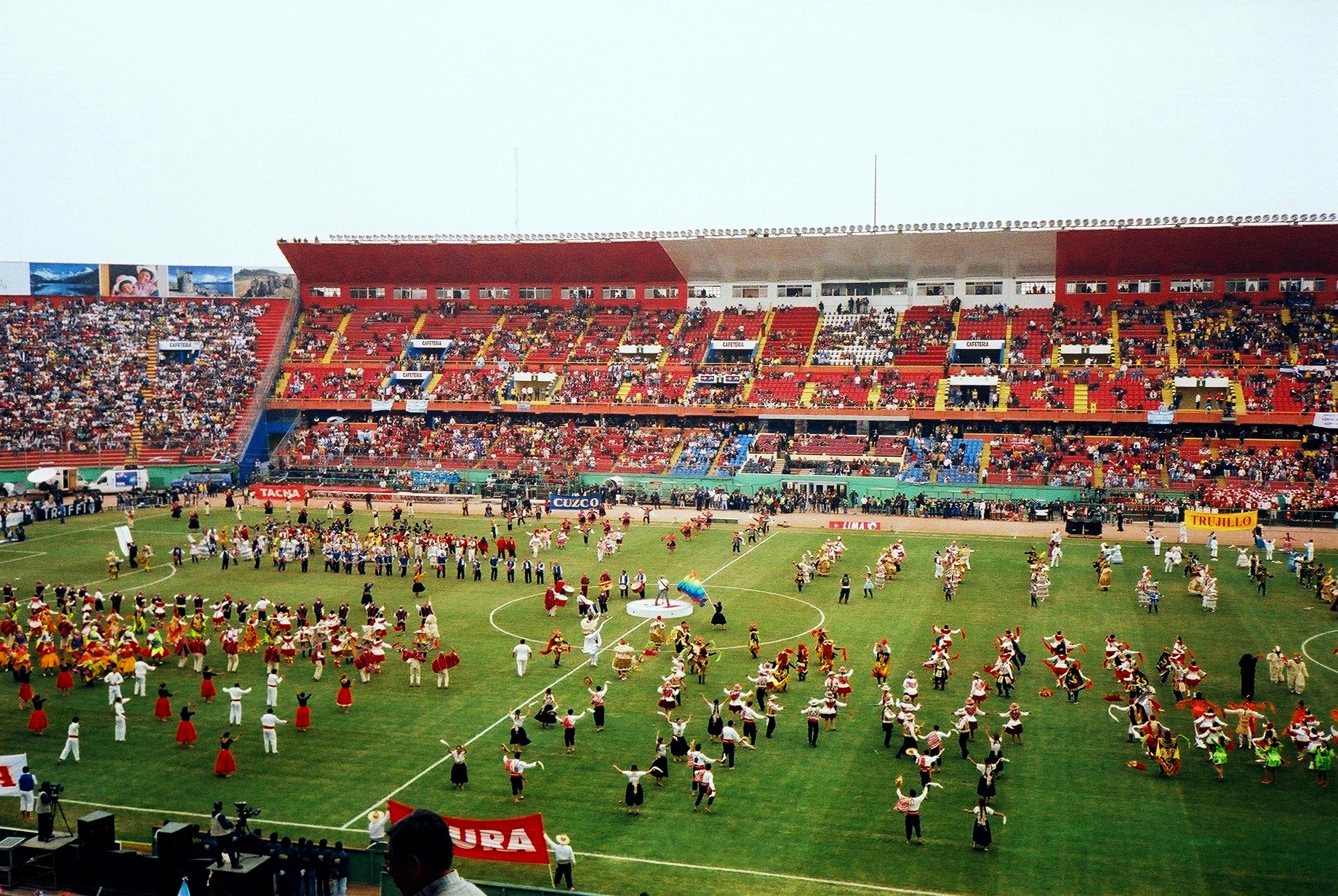
Das Estadio Nacional bei der Eröffnungsfeier der Copa América 2004
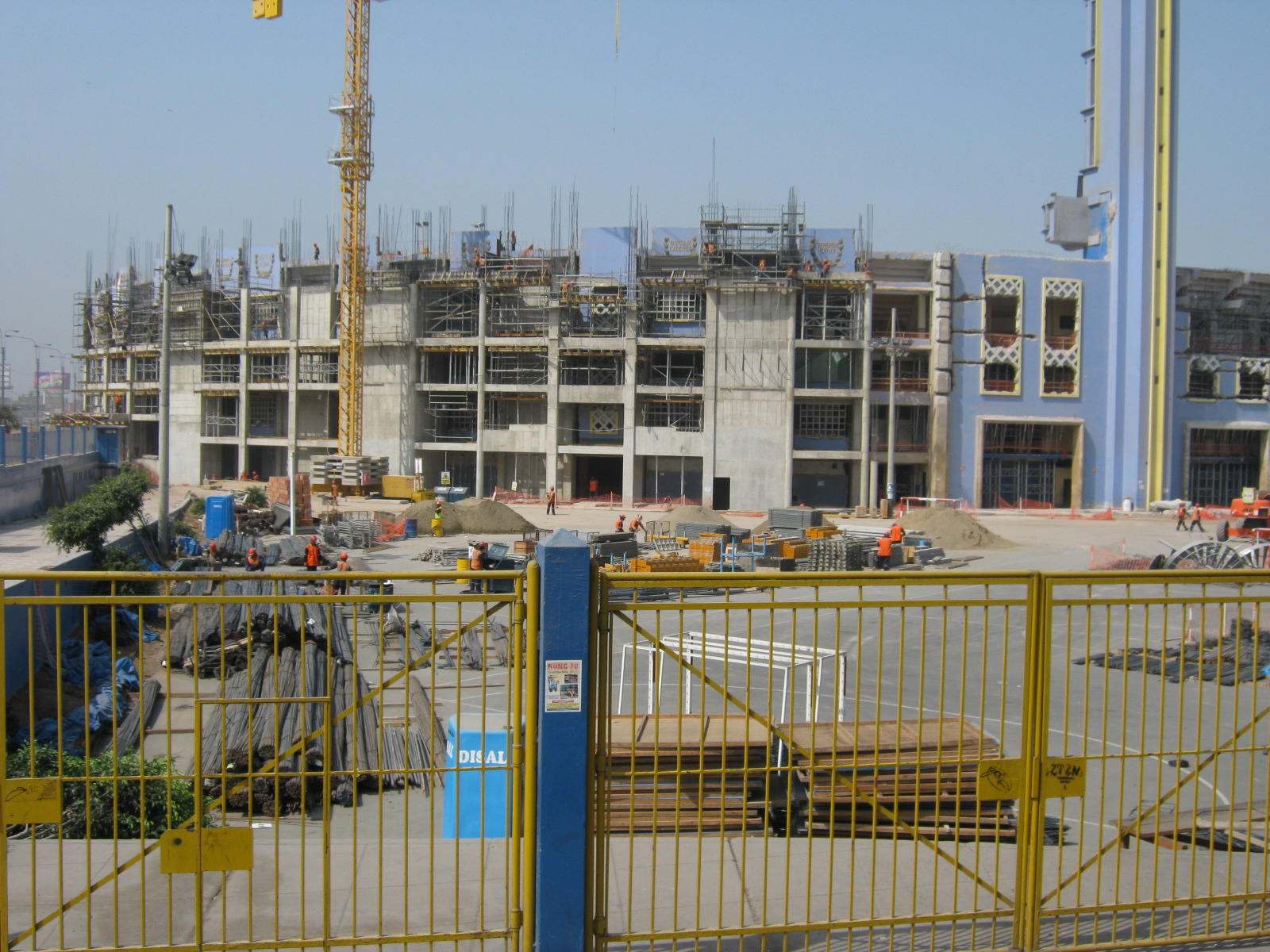
Das Stadion während der Renovierung im Dezember 2010
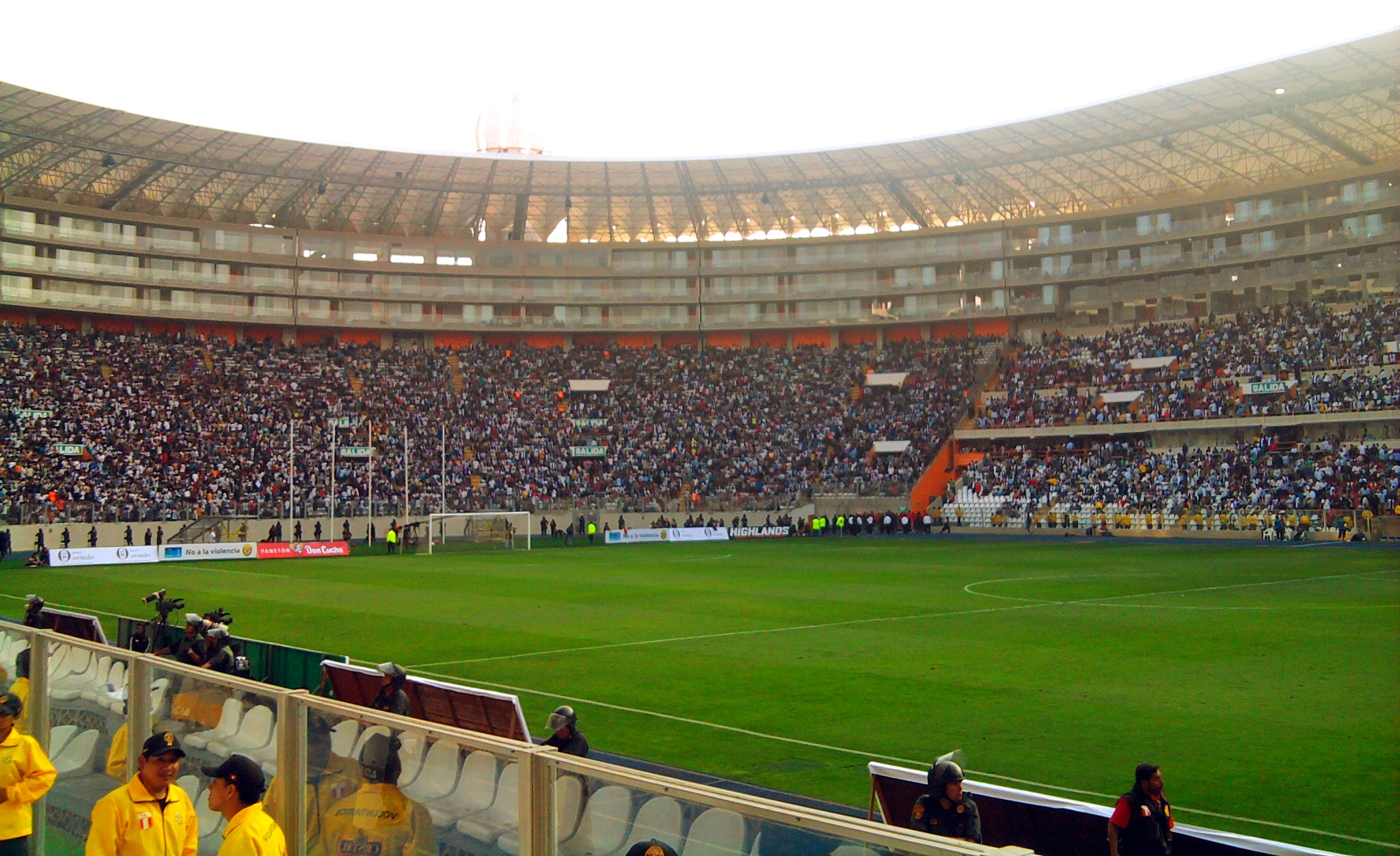
Der Innenraum des renovierten Estadio Nacional (Dezember 2011)
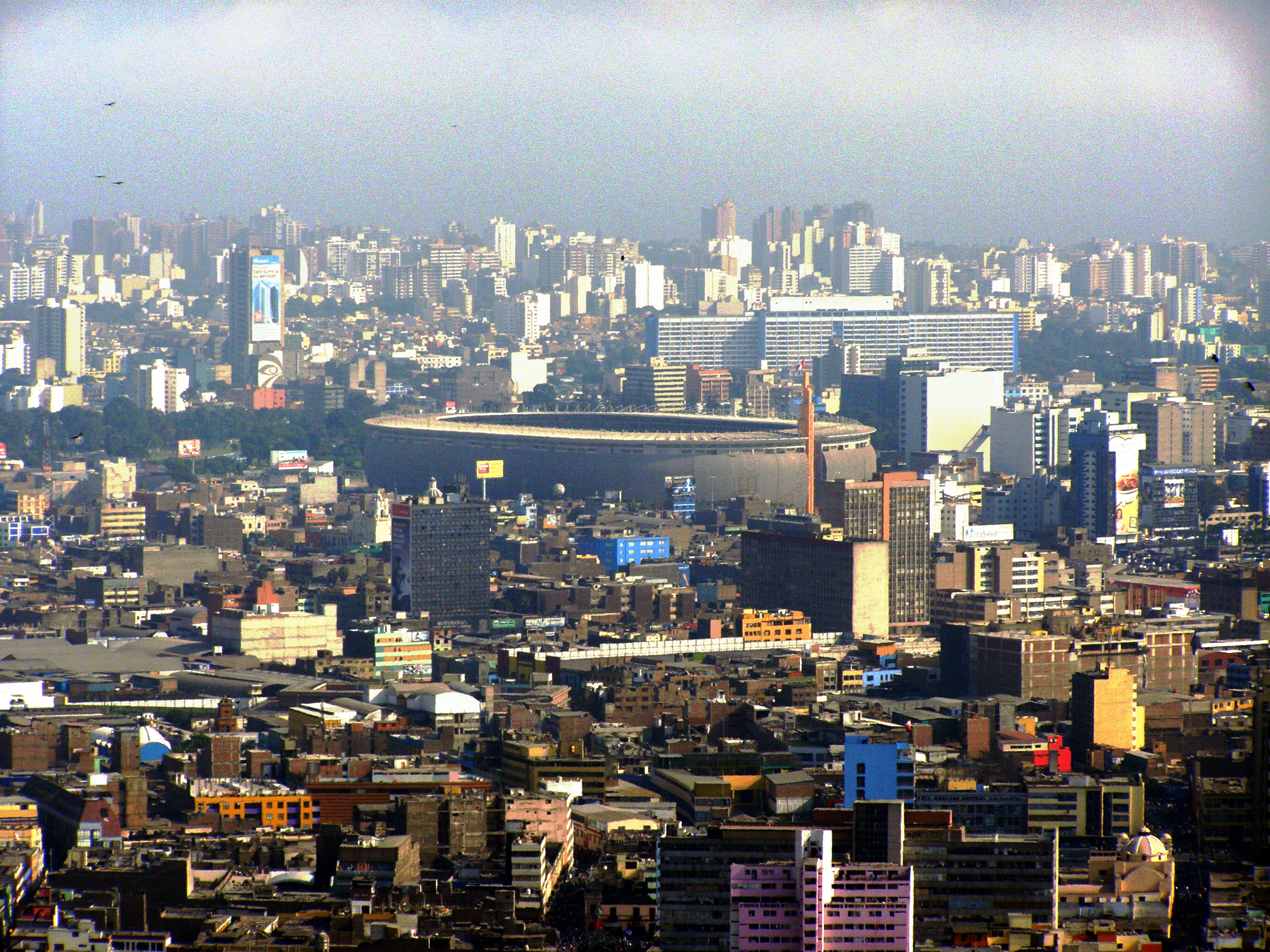
Die Anlage vom Cerro San Cristóbal fotografiert
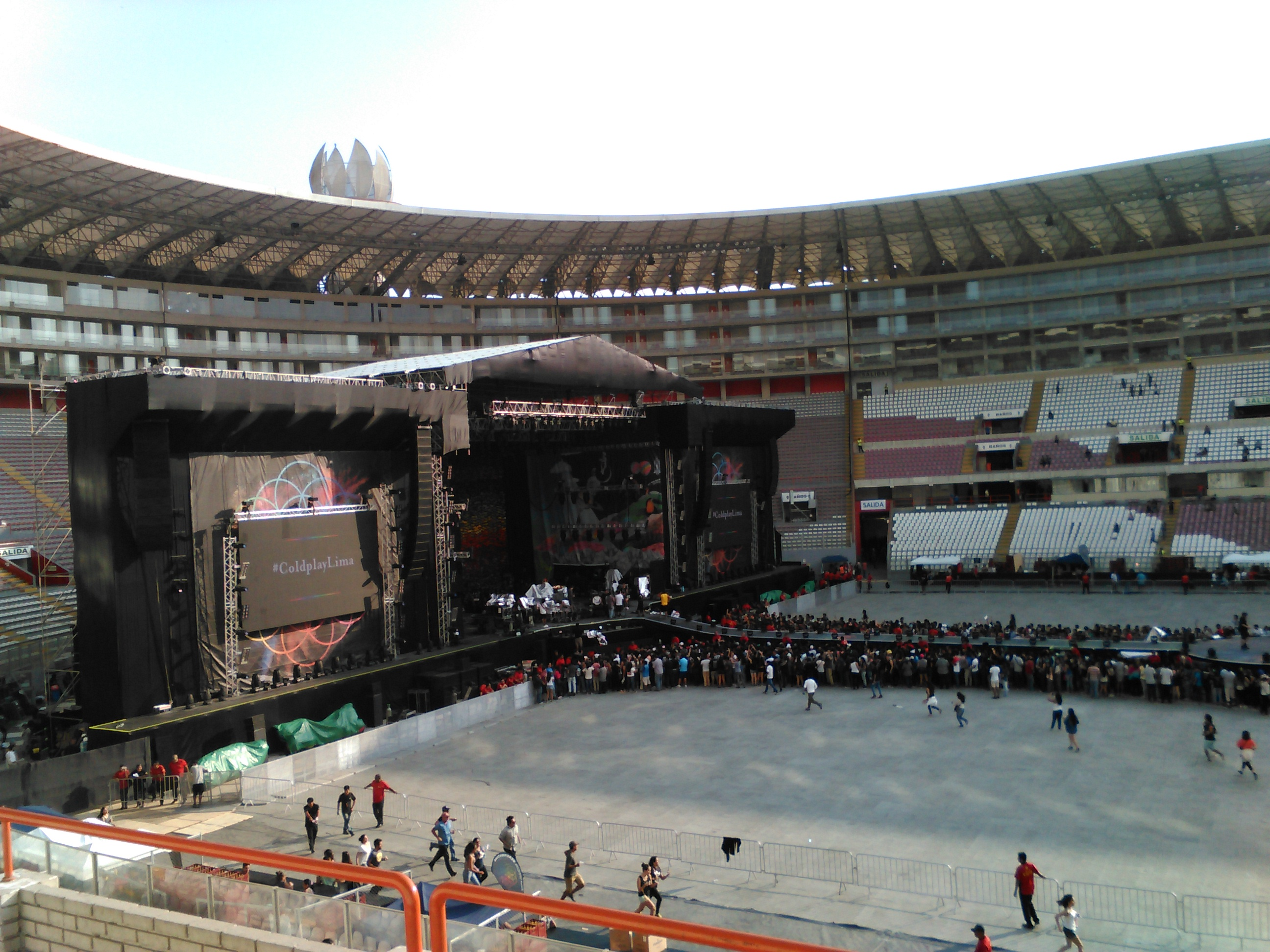
Konzert von Coldplay auf der A Head Full of Dreams Tour am 5. April 2016